# 15296 Tantetruus
15296 Tantetruus è un asteroide della fascia principale. Scoperto nel 1992, presenta un'orbita caratterizzata da un semiasse maggiore pari a 2,3872085 au e da un'eccentricità di 0,1295661, inclinata di 2,29263° rispetto all'eclittica.
L'asteroide è dedicato alla combattente della resistenza olandese Gertruida Wijsmuller-Meijer.